# Lijst van voetbalinterlands Hongarije - Slowakije
Deze lijst van voetbalinterlands is een overzicht van alle officiële voetbalwedstrijden tussen de nationale teams van Hongarije en Slowakije. De landen hebben tot op heden zes keer tegen elkaar gespeeld. De eerste ontmoeting was een kwalificatiewedstrijd voor het Europees kampioenschap voetbal 2000 en werd gespeeld in Bratislava op 31 maart 1999. Het laatste duel, een kwalificatiewedstrijd voor het Europees kampioenschap voetbal 2020, vond plaats op 9 september 2019 in Boedapest.

## Wedstrijden
| № | Plaats     | Datum            | Competitie           | Wedstrijd             | Uitslag |
| - | ---------- | ---------------- | -------------------- | --------------------- | ------- |
| 1 | Bratislava | 31 maart 1999    | EK 2000 kwalificatie | Slowakije − Hongarije | 0 − 0   |
| 2 | Győr       | 9 juni 1999      | EK 2000 kwalificatie | Hongarije − Slowakije | 0 − 1   |
| 3 | Bangkok    | 30 november 2004 | Vriendschappelijk    | Hongarije − Slowakije | 0 − 1   |
| 4 | Limasol    | 6 februari 2008  | Vriendschappelijk    | Hongarije − Slowakije | 1 − 1   |
| 5 | Trnava     | 21 maart 2019    | EK 2020 kwalificatie | Slowakije – Hongarije | 2 – 0   |
| 6 | Boedapest  | 9 september 2019 | EK 2020 kwalificatie | Hongarije − Slowakije | 1 − 2   |

## Samenvatting
| Competitie        | Totaal gespeeld | Winst Hongarije | Gelijk | Winst Slowakije | Doelsaldo Hongarije – Slowakije |
| ----------------- | --------------- | --------------- | ------ | --------------- | ------------------------------- |
| EK-kwalificatie   | 4               | 0               | 1      | 3               | 1 − 5                           |
| Vriendschappelijk | 2               | 0               | 1      | 1               | 1 − 2                           |
| Totaal            | 6               | 0               | 2      | 4               | 2 − 7                           |